# Hermann Zastrow (Politiker)
Hermann Friedrich Theodor Zastrow (* 3. Februar 1819 in Rostock; † 11. Mai 1880 ebenda) war ein deutscher Jurist und Kommunalpolitiker.

## Leben
Hermann Zastrow wurde als Sohn des Rostocker Juristen Johann Peter Gottfried Zastrow geboren. Nach dem Besuch des Gymnasiums in Rostock begann er an der Universität Rostock Ostern 1837 ein Studium der Rechtswissenschaften. und wurde Mitglied des Corps Hanseatia Rostock. 1839 wechselte er an die Universität Bonn und schloss sich dem Corps Guestphalia Bonn an. Nach Abschluss des Studiums ließ er sich in seiner Vaterstadt Rostock als Advokat nieder. Er wurde Rostocker Senator und war von 1863 bis zu seinem Tod im Jahre 1880 Bürgermeister der Stadt Rostock.